# Vesoljsko poveljstvo Vojnega letalstva Združenih držav Amerike
Vesoljsko poveljstvo Vojnega letalstva Združenih držav Amerike (kratica AFSPACECOM; angleško Air Force Space Command) je poveljstvo Vojnega letalstva ZDA s sedežem v AFB Peterson (Kolorado).
Poveljstvo zagotavlja:
- zgodnje opozorilo pred balističnimi raketami,
- nadzor vesolja,
- satelitske operacije po svetu,
- vzdržuje enote medcelinskih balističnih raket.